# گیمبوایلر
گیمبوایلر (به آلمانی: Gimbweiler) یک شهر در آلمان است که در بیرکنفلد واقع شده‌است. گیمبوایلر ۴۴۱ نفر جمعیت دارد.